# Bahnhof Oderberg-Bralitz

Der Bahnhof Oderberg-Bralitz war der Bahnhof der Stadt Oderberg und des Ortes Bralitz, liegt jedoch auf dem Gebiet des Orts Neuenhagen (letztere beide sind heute eingemeindete Ortsteile der Stadt Bad Freienwalde (Oder)).
Der Bahnhof befindet sich auf halber Strecke zwischen Oderberg und Bralitz, die etwa vier Kilometer voneinander entfernt liegen. Das Empfangsgebäude und weitere Anlagen stehen unter Denkmalschutz.

## Geschichte
Am 1. Januar 1877 wurde der Bahnhof eröffnet. Bauherr war die Berlin-Stettiner Eisenbahn-Gesellschaft.
Gegen Ende des Zweiten Weltkriegs wurde der Bahnhof im April 1945 verkehrlos, da die Oderbrücke gesprengt worden war. Nach Kriegsende wurde noch 1945 die Strecke als Reparationsleistung abgerissen. 1949 folgte der Wiederaufbau der Strecke und damit auch die Wiedereröffnung des Bahnhofes.
Am 27. Mai 1995 wurde der Reiseverkehr eingestellt. Die endgültige Stilllegung folgte am 30. November 1997.

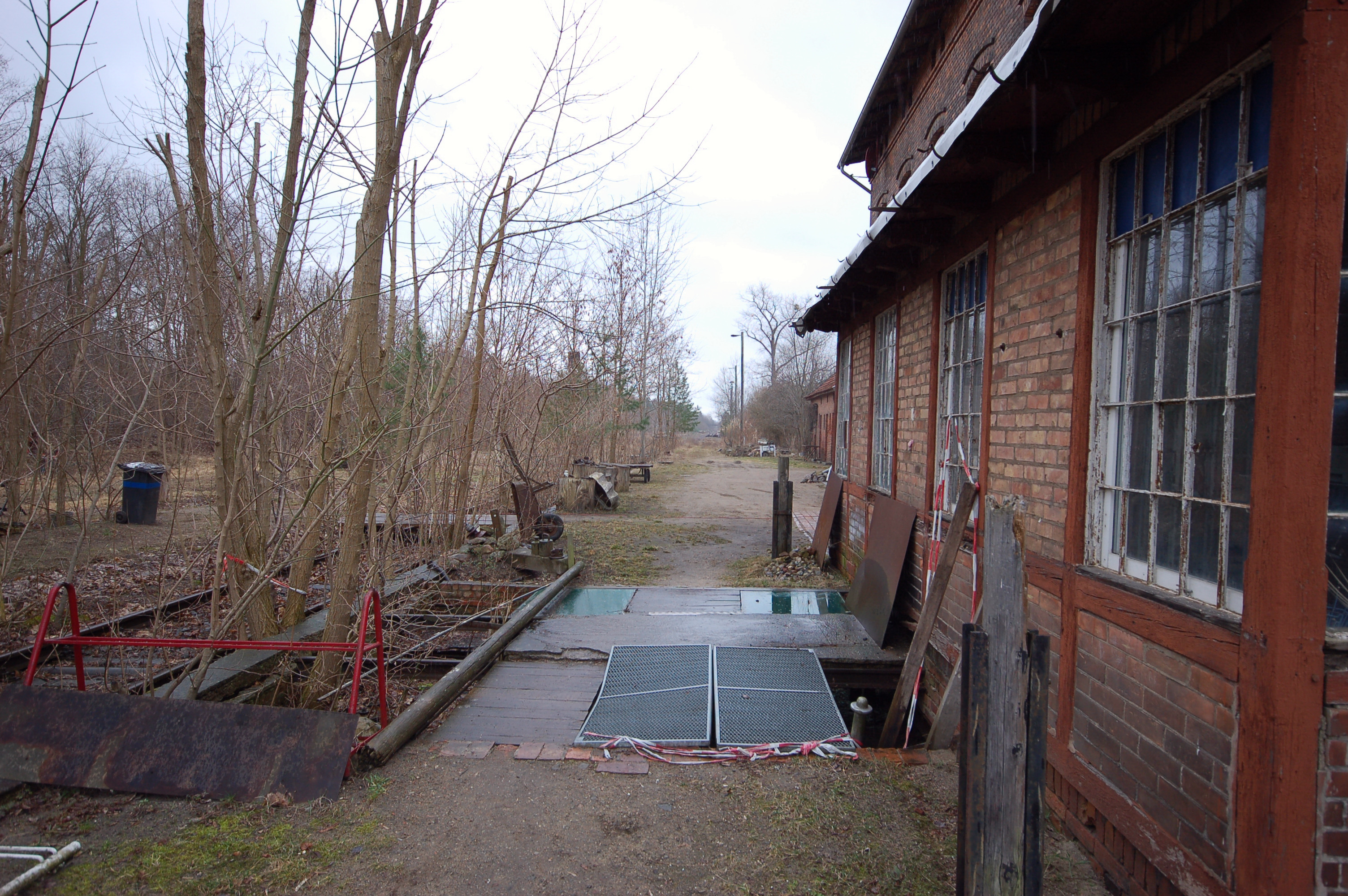
Gleisreste (2010)

## Anlagen
Das Empfangsgebäude wurde in den Jahren 1876/77 errichtet. Es ist ein massiver Ziegelbau und verfügt über ein Satteldach und hat zwei Geschosse. Zur Gleisseite hin befindet sich das ehemalige Stellwerk. Heute wird es als Wohnhaus genutzt.
Nordwestlich davon befindet sich ein Wohnhaus. Der zweigeschossige Ziegelbau besitzt zwei Geschosse.
Nördlich und südlich des Wohnhauses und des Empfangsgebäudes befindet sich ein Stall, ein Schuppen, eine Remise und ein Toilettenhaus. Jene Bauten sind ebenso aus Ziegeln gebaut und entstanden um 1877.
Es existierte auch ein Anschlussgleis zu einem Sägewerk.